# Кошкентал (Аксуський район)
Кошкента́л (каз. Көшкентал) — село у складі Аксуського району Жетисуської області Казахстану. Адміністративний центр Кошкентальського сільського округу.
Населення — 828 осіб (2021; 892 у 2009, 1110 у 1999, 1258 у 1989).